# Nishibayashi Naoki
Naoki Nishibayashi (sinh ngày 3 tháng 4 năm 1996) là một cầu thủ bóng đá người Nhật Bản.

## Sự nghiệp câu lạc bộ
Naoki Nishibayashi đã từng chơi cho Fagiano Okayama.